# Güldendorf
Güldendorf – dzielnica w południowo-wschodniej części Frankfurtu nad Odrą, oddalona ponad 90 km od Berlina. Jej powierzchnia wynosi 2,8 km², zaś liczba mieszkańców – 959.

## Nazwa
Historycznie znane także jako Cessonovo, Cetzenow, Tscheczczenow, Czetzenow, Zetzenow.
Na mapie topograficznej wydanej w 1947 roku przez Wojskowy Instytut Geograficzny Sztabu Generalnego Wojska Polskiego odnotowano wariantową nazwę w języku polskim w brzmieniu Cieszonowo.

## Władze miejscowości
| Nazwisko                      | od   | do   |
| ----------------------------- | ---- | ---- |
| Symon Drentzig                | 1500 | 1525 |
| Georgen Conradt               | 1525 | 1550 |
| Albrecht Conradt              | 1550 | 1576 |
| Georgius Grund                | 1635 | 1660 |
| Endras Erdmann                | 1660 | ?    |
| Johann Georg Wonschkin        | 1759 | 1767 |
| Johann Gottfried Matschdorff  | 1767 | 1810 |
| Martin Fuhrmann               | 1810 | 1815 |
| Christian Friedrich Zeidler   | 1815 | 1821 |
| Johann Höde                   | 1821 | 1833 |
| Friedrich Wilhelm Matschdorff | 1833 | 1844 |
| Johann Friedrich Schulze      | 1844 | 1847 |
| Martin Fielbeck               | 1847 | 1851 |
| Carl Pulz                     | 1851 | 1873 |
| Heinrich Julius Sporleder     | 1873 | 1878 |
| Friedrich Pulz                | 1878 | 1913 |
| Fritz Birkholz                | 1913 | 1933 |
| Fritz Puls                    | 1933 | 1945 |
| Herbert Mildebrand            | 1945 | 1946 |
| Hermann Gärtner               | 1946 | 1949 |
| Fritz Krause                  | 1949 | 1972 |
| Kurt Krause                   | 1972 | 1991 |
| Erdmann Greiser               | 1991 | 2003 |
| Brunhild Greiser              | 2003 | dziś |